# 이숙형
이름은 이숙형(李淑亨) 본관은 원주 이씨(原州李氏), 자(字)는 희우(喜遇)이며 회녕공파(會寧公派) 파조(派祖)이다.
명종(明宗18년)癸亥 1563년생
선조(宣祖 28) 을미(乙未) 1595년졸
선조(宣祖 15) 임오(壬午 1582)년 무과(武科)에 오르고 이듬해 중시(重試)에 올라 도총부도사(都摠府都事)를 지냈다. 임진왜란(壬辰倭亂) 때 선조(宣祖)를 의주(義州)까지 호종(扈從)하였는데 관북사태(關北事態)가 급하여 이숙형(李淑亨)을 가선대부 행회령부사(嘉善大夫行會寧府使)로 특제(特除)하고 초상화(肖像畵)를 그리고 금폐(金幣)를 내려 은근히 당부하였는데 선조(宣祖 28) 을미(乙未 1595)년에 임지에서 뜻을 이루지 못하고 33세로 요절하였다.
선무원종공신(宣武原從功臣)에 록(錄)하고 향유(鄕儒)가 영산사(英山祠)에 배향(配享)하였다.
배(配)는 정부인(貞夫人) 무안박씨(務安朴氏) 군수(郡守) 취죽헌(翠竹軒) 백의(伯疑)딸(女)이고, 정부인(貞夫人) 의령남씨(宜寧南氏) 숭록대부(崇祿大夫) 영의정(領議政) 위(瑋) 딸(女)이다.
증조부(曾祖父)는 영화(英華)이고 조부(祖父)는 예건(禮健)이며 아버지는 주(柱)이다.